# 格吕耶尔 (阿登省)
格吕耶尔（法語：Gruyères，法語發音：[ɡʁɥijɛʁ] ⓘ）是法国大東部大區阿登省的一个市镇，属于沙勒维尔-梅济耶尔区。

## 地理
格吕耶尔（49°42'36"N, 4°36'6"E）面积5.48 平方千米，位于法国大東部大區阿登省，该省份为法国北部内陆省份，西接埃纳省，南至马恩省，东临默兹省，北与比利时接壤。
与格吕耶尔接壤的市镇（或旧市镇、城区）包括：巴尔拜斯、法尼翁、旺斯河畔吉尼库尔、让丹、蒙迪尼、图利尼。
格吕耶尔的时区为UTC+01:00、UTC+02:00（夏令时）。

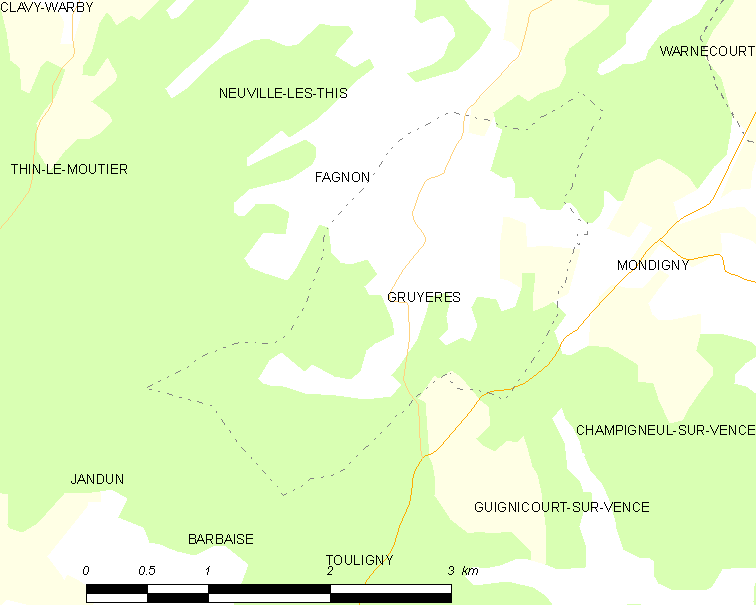
格吕耶尔的OSM定位图

## 行政
格吕耶尔的邮政编码为08430，INSEE市镇编码为08201。

## 政治
格吕耶尔所属的省级选区为锡尼拉拜县。

## 人口

1962-2008年间格吕耶尔人口变化图示

格吕耶尔于2022年1月1日时的人口数量为104人。